# Plasnes
Plasnes è un comune francese di 677 abitanti situato nel dipartimento dell'Eure nella regione della Normandia.

## Società

### Evoluzione demografica
Abitanti censiti